# Noctua citrina
Noctua citrina là một loài bướm đêm trong họ Noctuidae.